# Malé Heraltice
Malé Heraltice (deutsch Kleinherrlitz)  ist ein Ortsteil von Velké Heraltice (Großherrlitz), einer Gemeinde im Okres Opava in der Region Mährisch-Schlesien in Tschechien. Sie befindet sich drei km westlich von Velké Heraltice. Die Staatsstraße I/11 führt durch den Ort.

## Geschichte
Die erste schriftliche Erwähnung des Dorfes geht auf das Jahr 1377 zurück. Im Jahr 2001 gab es 195 ständige Einwohner.

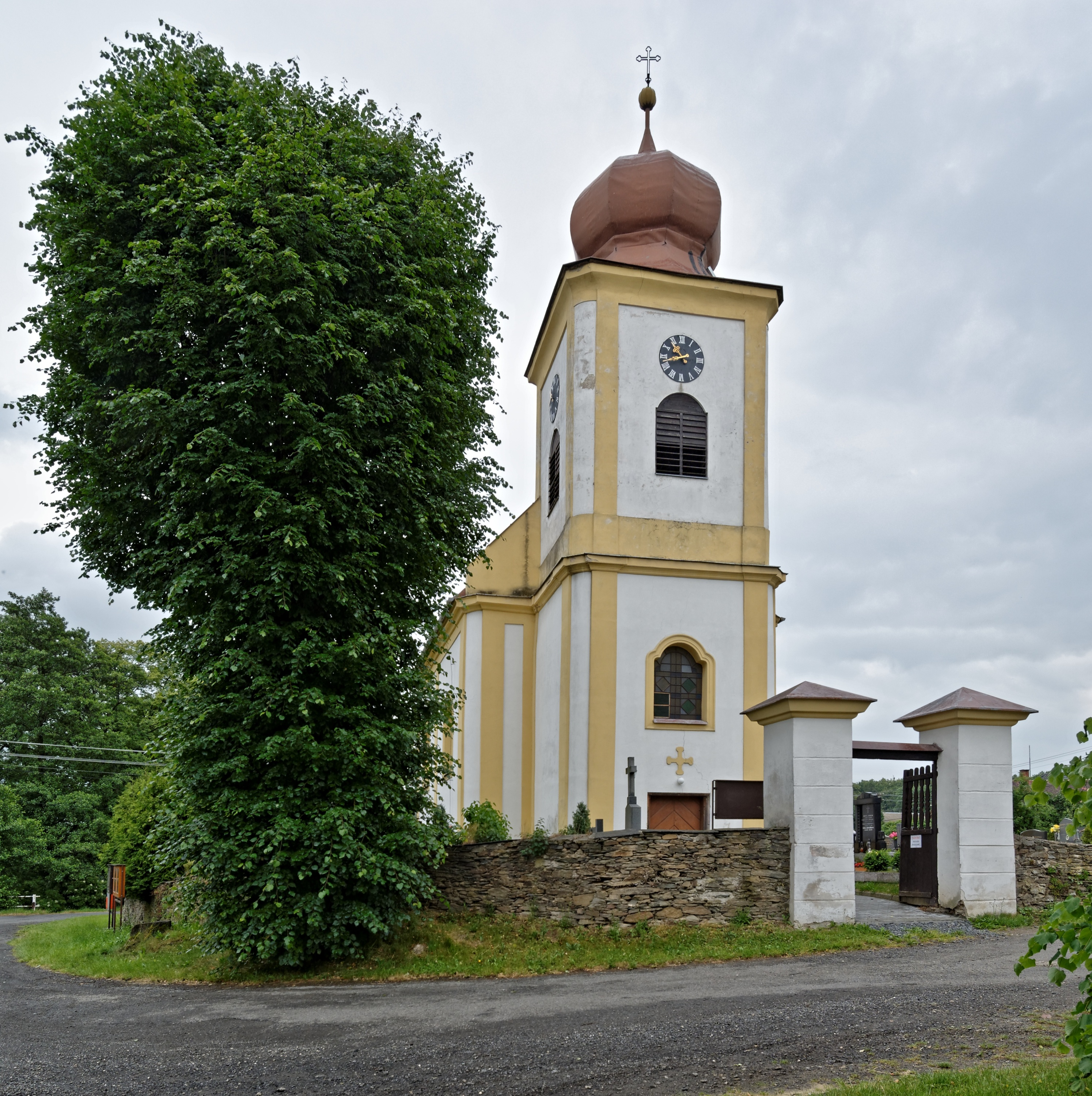
Kirche des Heiligen Bartholomäus
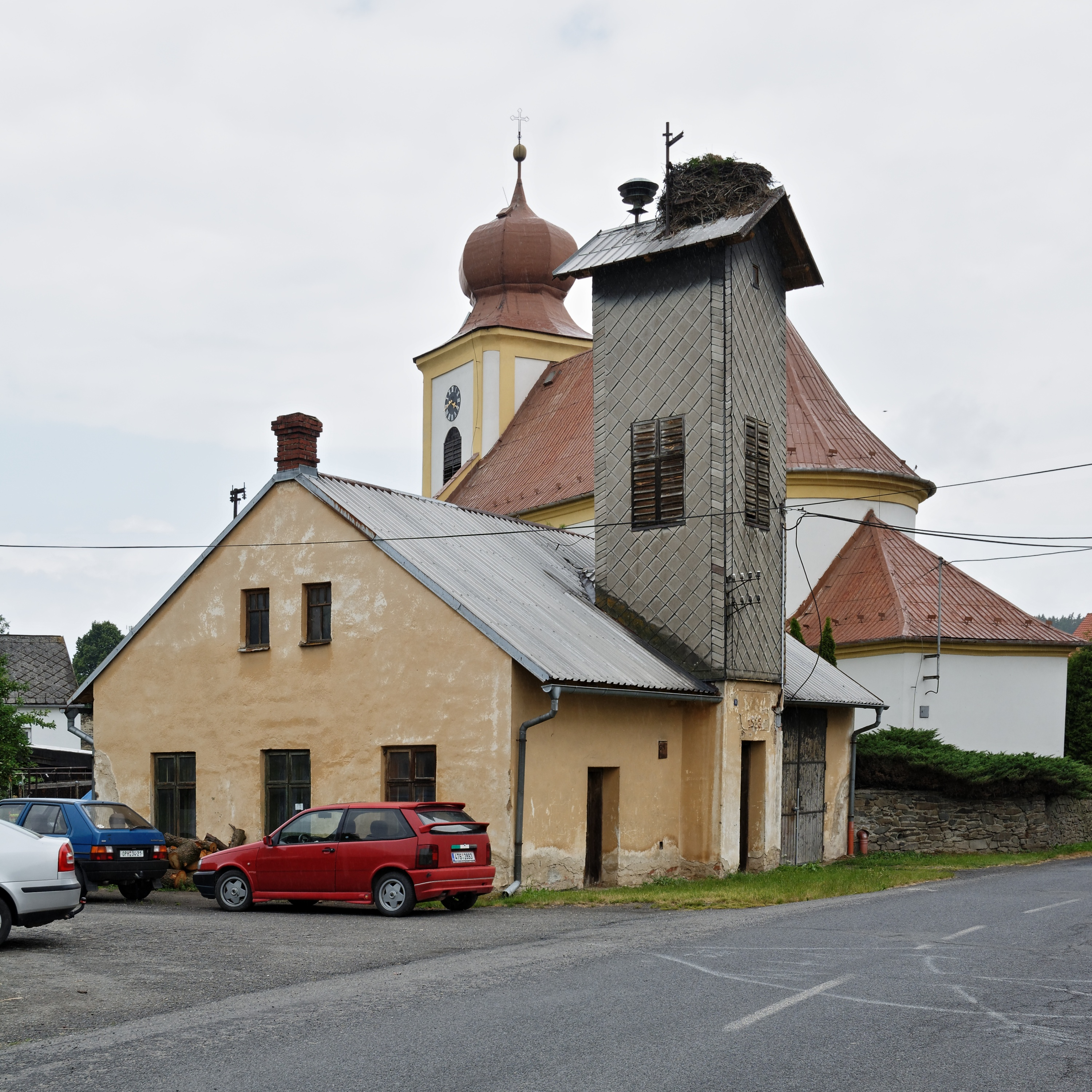
Feuerwehrstation Malé Heraltice
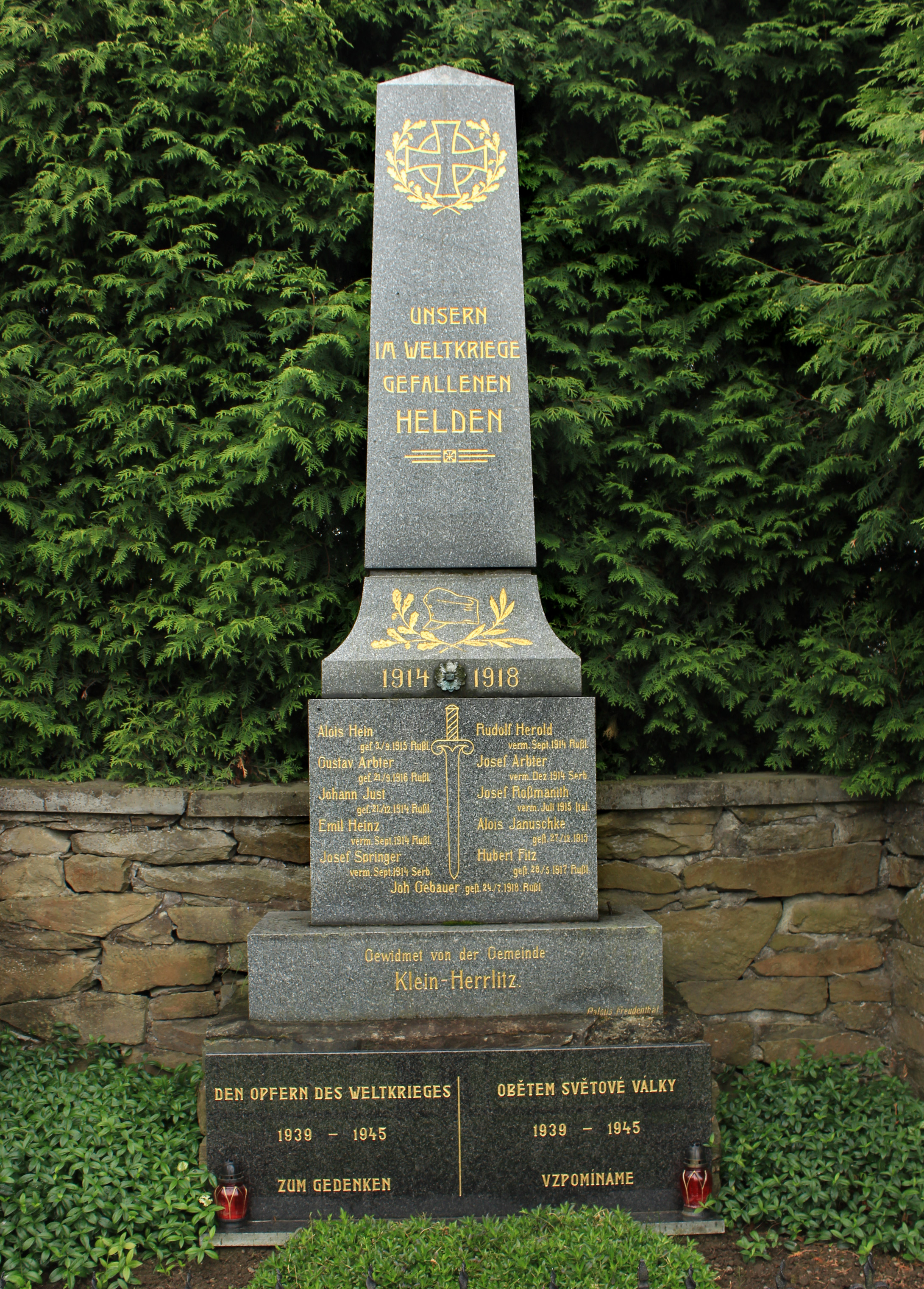
Gedenkstätte für die Opfer der Weltkriege

## Persönlichkeiten
- Adolf Hampel (1933–2022), deutscher katholischer Theologe